# 阿特巴希河
41°22′20″N 75°35′55″E / 41.37222°N 75.59861°E

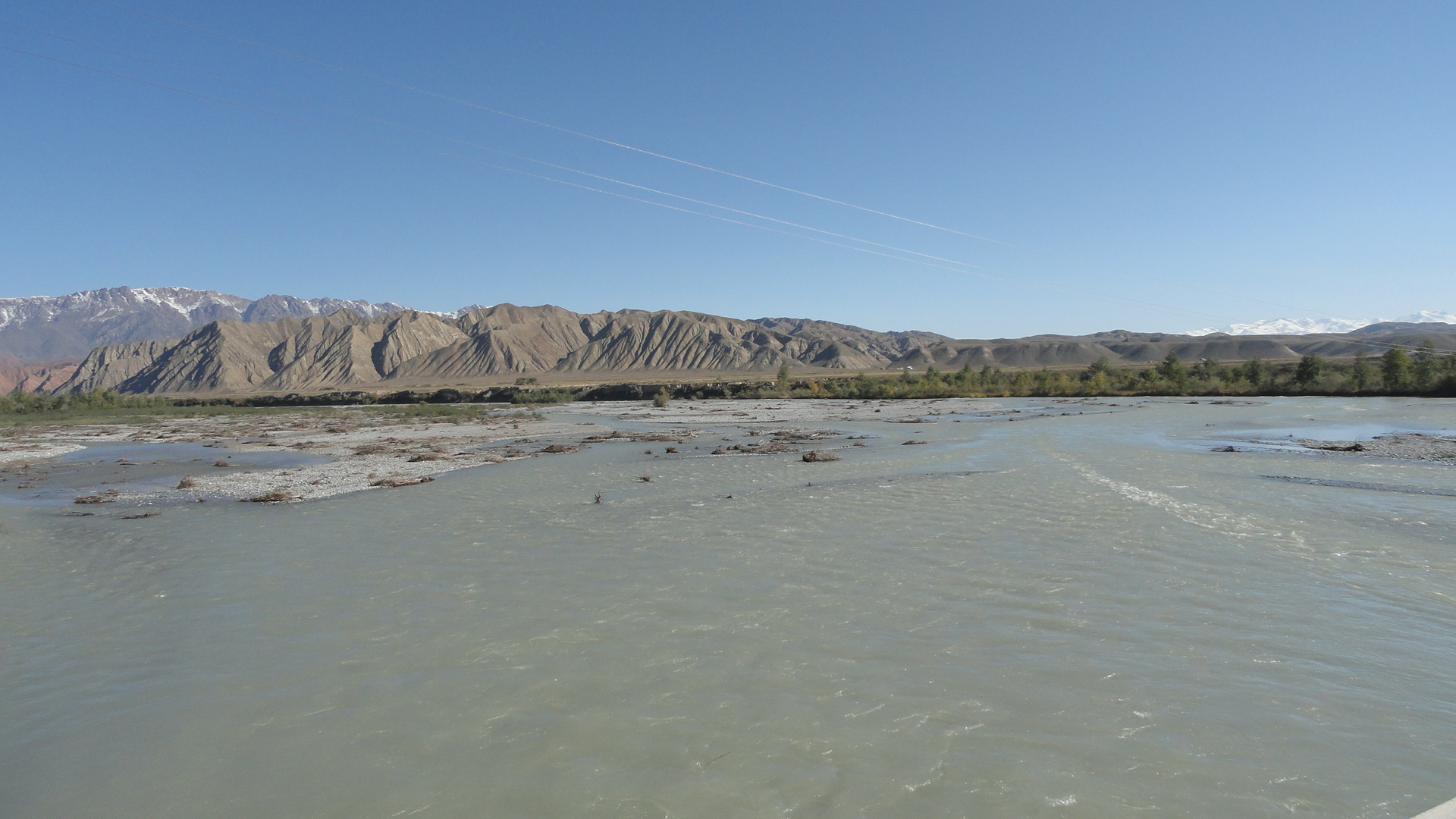

阿特巴希河是吉爾吉斯斯坦的河流，位於該國東部納倫州，流經阿特巴希區，處於比什凱克以南190公里，河道全長78公里，流域面積317平方公里。